# Paraliochthonius martini
Espèce
Paraliochthonius martini est une espèce de pseudoscorpions de la famille des Chthoniidae.

## Distribution
Cette espèce est endémique d'El Hierro aux Îles Canaries en Espagne. Elle se rencontre dans la grotte Cueva de Don Justo à El Pinar de El Hierro.

## Description
La carapace du mâle holotype mesure 0,62 mm de long sur 0,56 mm.

## Étymologie
Cette espèce est nommée en l'honneur de José Luis Martín Esquivel.

## Publication originale
- Mahnert, 1989 : Les pseudoscorpions (Arachnida) des grottes des Iles Canaries, avec description de deux especes nouvelles du genre Paraliochthonius Beier. Mémoires de Biospéologie, vol. 16, p. 41-46.